# Ugo Rondinone
Ugo Rondinone (Brunnen, Suiza, 1963) artista plástico suizo afincado en Nueva York. Emplea diversos soportes y su obra se caracteriza por explorar la fantasía y el deseo. En buena parte de sus trabajos fuerza al espectador a meditar sobre unas obras de colores muy brillantes o borrosos, o bien anillos concéntricos en forma de objetivos, o bien sus paisajes en blanco y negro de árboles nudosos que parecen erizarse con energía. 
Sus signos en forma de grandes arcoíris son enigmáticamente seductores con sus concisos mensajes de tipo: "Hell, Yes" o "Our Magic Hour". Tales signos y mensajes parecen apuntar a ciertos aspectos ocultos de nuestra realidad e historia. Uno de tales mensajes, "Dog Days are Over" proclama un periodo de confusión, pero no aclara cual es tal periodo. Los mensajes-signos son encapsulados y expresan un deseo colectivo innombrado y a su vez inspira uno nuevo: para entender, por ejemplo, por qué esta hora es mágica.
Rondinone estudió en la Universidad de Artes Aplicadas de Viena de Viena, de 1986 a 1990. Ha realizado exposiciones individuales en el Kunsthalle de Viena, en el Musac de León, en el Museo de Arte Contemporáneo de Louisiana, en el Humlebaek de Dinamarca, en el Sculpture Center de Nueva York. En 2007 representó a Suiza en la Bienal de Venecia. Sus obras se hallan representadas en el Museum of Contemporary Art de Nueva York. Es pareja del poeta beat John Giorno.